# Línguas fino-úgricas

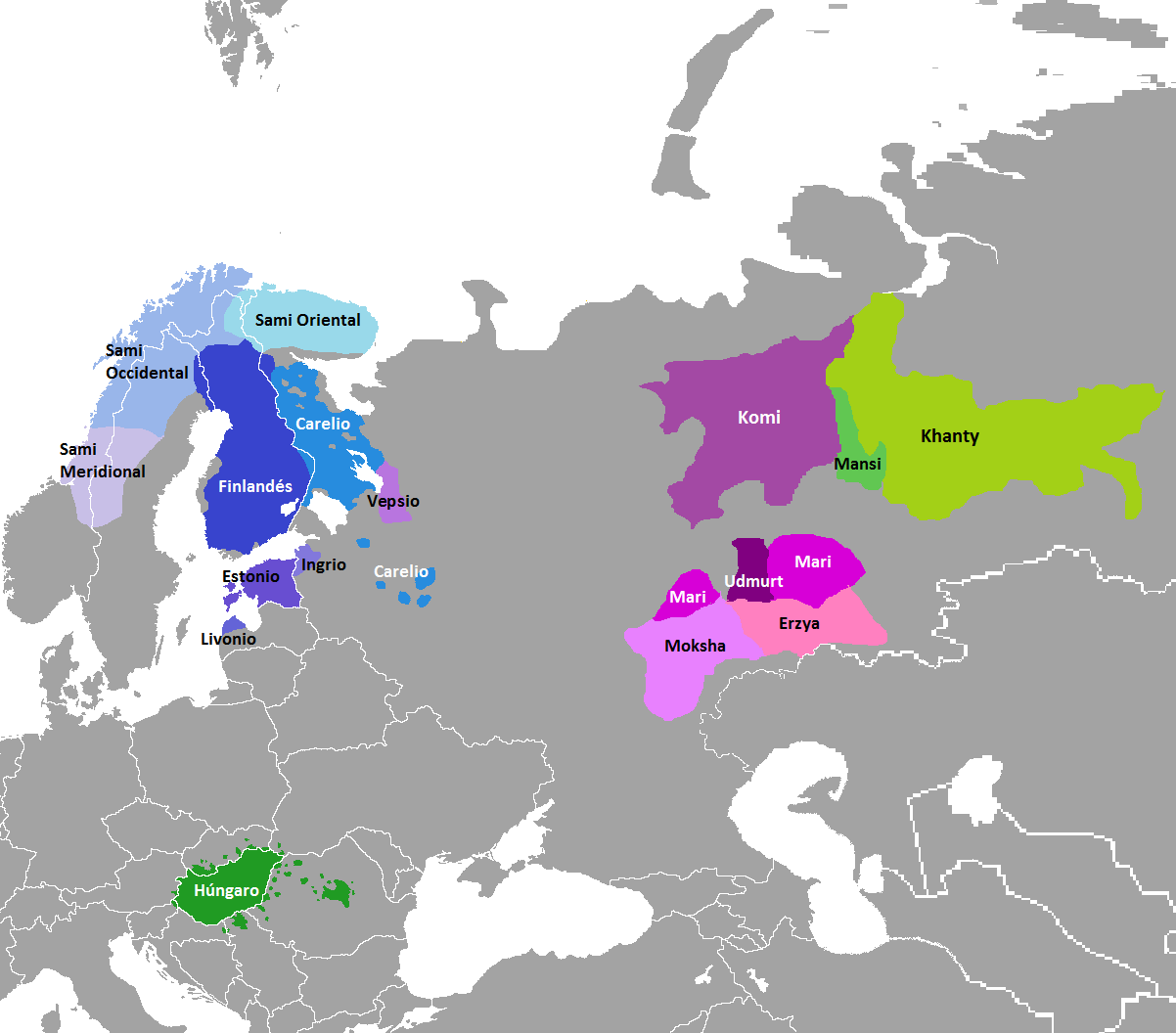
As línguas fino-úgricas
Línguas principais
Húngaro (13,6 milhões)
Finlandês (5,2 milhões)
Estoniano (1,1 milhões)
Línguas lapônicas (ca. 25 000 falantes)
Carélio (ca. 35 000)
Mordóvio (ca. 800 000)
Mari (ca. 400 000)
Udmurte (ca. 500 000)
Língua komi-permyak (ca. 116 000)
Países
EST
FIN
SUE
NOR
HUN
ROM
RUS
KAZ
LET
Falantes
ca. 25 milhões

As línguas fino-úgricas ou fino-ugrianas são um grupo de línguas faladas por cerca de 25 milhões de pessoas, em áreas limitadas, desde a Finlândia, a Lapónia e a Hungria até à Sibéria oriental. Formam uma sub-família das línguas uralianas. Ao contrário da maioria das línguas faladas na Europa, o grupo fino-úgrico não integra a grande família das línguas indo-europeias. Alguns linguistas usam os termos "fino-úgrico" e "uraliano" como sinônimos.
As principais línguas fino-úgricas são o húngaro (13,6 milhões de falantes), o finlandês (5,2 milhões) e o estoniano (1,1 milhões), todas elas com estatuto de língua nacional.

Outras línguas menores do grupo são as línguas lapônicas (ca. 30 000 falantes), o carélio (ca. 35 000), o mordoviano (ca. 800 000), o mari (ca. 400 000), a língua komi-permyak (ca. 116 000) e o udmurte (ca. 500 000).

## Origem
Embora o local de surgimento das línguas fino-úgricas não possa ser apontado com certeza, costuma-se presumir que sua origem seja o centro e o norte do território correspondente à atual Rússia a oeste dos montes Urais, possivelmente em torno do terceiro milênio a.C.

## Estrutura
Todas as línguas fino-úgricas compartilham características estruturais e um vocabulário básico de cerca de 200 palavras. São, em sua maioria, línguas aglutinantes, com inflexões dadas por meio do acréscimo de sufixos (em vez de preposições, como em português) e com coordenação sintática de sufixos. Ademais, não possuem gênero gramatical. 
Tais línguas costumam expressar o conceito de posse não com pronomes possessivos, mas por meio de declinações ou de sufixos.